# Ion Luca Caragiale
Ion Luca Caragiale (Haimanale u županiji Dâmboviţa, 30. siječnja 1852. – Berlin, 22. lipnja 1912.), rumunjski književnik
Bio je humorist i komediograf te urednik više listova. Godine 1904. odselio se u Berlin, gdje je ostao do smrti. U svojim komedijama prikazuje šaroliku galeriju suvremenika, kritizirajući provincijalni mentalitet, birokratsku tupost i gospodarsku prepotenciju. Smatra se vrhunskim predstavnikom rumunjske kazališne kulture, a i bukureštansko Nacionalno kazalište nosi njegovo ime. 
Stilski pripada junimizmu, naturalizmu, neoklasicizmu, neoromantizmu i realizmu.
Bio je idol Eugena Ionescua. Smatrao ga je "najvećim među nepoznatim genijima". Ionescu je zbog vlastite taštine krivo prikazivao svoju godinu rođenja, da bi se podudarala s godinom smrti njegova idola Caragialea.
Ion Luca Caragiale je bio nećak Costachea i Iorgua Caragialea, velikim likovima rumunjskog kazališta sredine 19. stoljeća. Njegovi sinovi Mateiu i Luca modernistički su pisci.